# Glynis V. Cron
Glynis V. Cron est une botaniste et une taxinomiste sud-africaine, née en 1962, spécialiste des plantes du genre Cineraria de la famille des Asteraceae. Elle est chercheuse à l'Université du Witwatersrand à Johannesbourg, au département des Sciences animales, végétales et environnementales (School of Animal, Plant and Environmental Sciences).

## Publications (sélection)
- (en) Avec Petrus J. Robbertse et Paul L.D. Vincent. 1993. « The anatomy of the cypselae of species of Cineraria L. (Asteraceae—Senecioneae) and its taxonomic significance », dans Botanical Journal of the Linnean Society, 1993, vol. 112, n° 4, p. 319–334 Aperçu en ligne.
- Avec Kevin Balkwill : « Cineraria Lyratiformis (Senecioneae, Asteraceae), a new name for Cineraria lyrata », dans South African Journal of Botany, 1999, vol. 65, n° 4, p. 287.
- (en) « Two new species and a variety of Cineraria (Asteraceae) from tropical Africa », dans Kew Bulletin, 2006, vol. 61, n° 2, p. 167-178 Aperçu en ligne.
- (en) Avec Bertil Nordenstam : « Oresbia, a New South African Genus of the Asteraceae, Senecioneae », dans Novon. A Journal for Botanical Nomenclature, 2006, vol. 16, n° 2, p. 216–223 Aperçu en ligne.
- (en) Avec Kevin Balkwill et Eric B. Knox, « A Revision of the Genus Cineraria (Asteraceae, Senecioneae) », dans Kew Bulletin, 2006, vol. 61, n° 4, p. 449-535 Aperçu en ligne.
- (en) Avec Kevin Balkwill et Eric B. Knox, « Multivariate analysis of morphological variation in Cineraria deltoidea (Asteraceae, Senecioneae) », dans Botanical Journal of The Linnean Society, 2007, vol. 154, n° 4, p. 497-521 Aperçu en ligne.
- (en) Avec Cary Pirone, Madelaine Bartlett, W. John Kress et Chelsea Specht : « Phylogenetic Relationships and Evolution in the Strelitziaceae (Zingiberales) », dans Systematic Botany, 2012, vol. 37, n° 3, p. 606–619 Lire en ligne.
- « A synopsis of Emilia (Senecioneae, Asteraceae) in southern Africa », Phytotaxa, février 2014, vol. 159, n° 3, p. 195–210 Aperçu en ligne.

## Distinctions

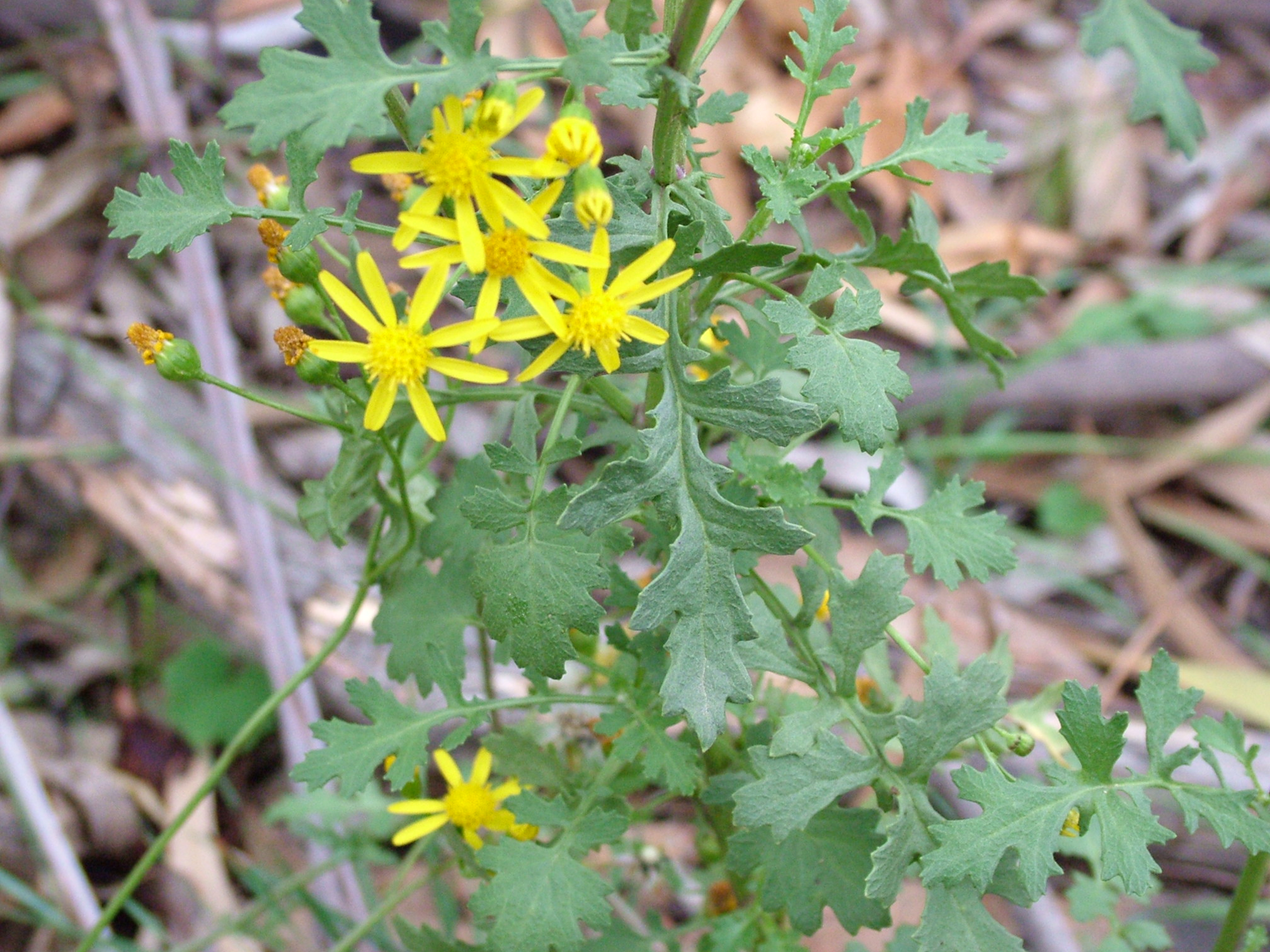
Cineraria lyratiformis décrite et nommée par Glynis V. Cron en 1999

Cineraria lyratiformis Cron a été nommée en son honneur en 1999.